# (48715) Balbinot
(48715) Balbinot est un astéroïde de la ceinture principale.

## Description
(48715) Balbinot est un astéroïde de la ceinture principale. Il fut découvert le 13 septembre 1996 à Bologne par l'observatoire San Vittore. Il présente une orbite caractérisée par un demi-grand axe de 3,18 UA, une excentricité de 0,12 et une inclinaison de 4,5° par rapport à l'écliptique.